# Polysynthetische taal
Een polysynthetische taal is een taal die in zeer hoge mate synthetisch is. Dit houdt niet alleen in dat er zeer veel gebonden morfemen (affixen) zijn, maar ook dat deze morfemen meer dan één betekenis kunnen vertegenwoordigen, de zogeheten porte-manteaumorfemen. De betekenis van één enkel woord komt daardoor vaak overeen met die van een hele zin in andere taalfamilies.
De term "polysynthetisch" werd voor het eerst gebruikt door Peter Stephen Du Ponceau om de oorspronkelijke talen van Noord-Amerika te beschrijven.
De grens tussen een synthetische en een polysynthetische taal is niet altijd even scherp, bijvoorbeeld doordat de grens tussen een morfeem en een cliticum niet altijd duidelijk is. Ook worden verschillende lexicale categorieën, zoals het zelfstandig naamwoord en het werkwoord, in dezelfde taal soms anders behandeld (zoals in de Zuid-Athabaskische talen). Sommige taalkundigen onderscheiden bovendien nog de oligosynthetische talen.
Vrijwel alle polysynthetische talen kennen polypersonalisme, de representatie van meerdere argumenten (zoals het onderwerp en het lijdend voorwerp) in de vorm van het werkwoord. Polypersonalisme wordt vaak verward met incorporatie; deze laatste term verwijst alleen naar het samenvoegen van lexemen. Dit is niet typisch voor polysynthetische talen.
Er bestaat geen haarscherpe definitie van wat een polysynthetische taal precies kenmerkt. De taalkundige Mark Baker trachtte door middel van het programma Principes en parameters van Noam Chomsky aan te tonen dat in een polysynthetische taal ofwel het syntactische hoofd van een zin altijd minstens één grammaticale markeerder in de vorm van een affix bevat, ofwel het bijbehorende argument in het hoofd ingecorporeerd is. Dit bleek inderdaad op te gaan voor sommige talen zoals het Mohawk en Nahuatl, maar niet voor andere die ook als polysynthetisch worden beschouwd, zoals het Inuktitut. De analyse van Baker is dus niet algemeen aanvaard.
In plaats daarvan worden polysynthetische talen nu ruwweg in twee groepen ingedeeld op grond van de manier waarop de morfemen functioneren:

## Affixale polysynthese
In affixaal-polysynthetische talen wordt alleen gebruikgemaakt van gebonden morfemen, waarvan de betekenis overeenkomt met die van afzonderlijke woorden in analytische talen. Deze gebonden morfemen worden productief gebruikt. Ze verwijzen naar elementaire zaken als lichaamsdelen, realia van de bijbehorende cultuur of bepaalde landschappelijke kenmerken. Deixis en andere ruimte-/tijdrelaties worden in affixaal-polysynthetische talen eveneens uitgedrukt door middel van gebonden morfemen.
In affixaal-polysynthetische talen wordt geen gebruik gemaakt van incorporatie en werkwoordserialisering, omdat hierdoor te veel wortels per woord zouden ontstaan. Het onderscheid tussen zelfstandige naamwoorden en werkwoorden is vaag en wordt gevormd door middel van affixen.
Verder wordt binnen deze groep onderscheid gemaakt tussen talen met een rigide structuur en talen met een minder rigide structuur, zoals de Eskimo-Aleoetische talen. Bij deze laatste groep zijn samenstelling en volgorde van de componenten wat minder beperkt.
Voorbeelden van affixaal-polysynthetische talen zijn het Inuktitut, Cherokee, de Athabaskische talen, de Chimakuumtalen en de Wakashtalen.

## Compositionele polysynthese
In compositioneel-polysynthetische talen kan een woord meer dan één vrij morfeem bevatten, waardoor met behulp van incorporatie van zelfstandige naamwoorden en werkwoordserialisering extreem lange neologismen kunnen worden gevormd. Deze talen kennen evenveel gebonden affixen als de affixaal-polysynthetische, al is de functie van deze affixen hier minder relevant. Deze talen evolueren iets gemakkelijker richting een analytischer structuur doordat de ongebonden morfemen veranderen in lexemen (zie ook syncretisme). Anderzijds is hun polysynthetische structuur duidelijker te herkennen.
Voorbeelden van compositioneel-polysynthetische talen zijn het Aino, Sora, Tsjoektsjisch, Tonkawa en de meeste Amazonetalen.
Het is waarschijnlijk dat de compositioneel-polysynthetische het oudst zijn en dat de affixaal-polysynthetische talen zich later hieruit hebben ontwikkeld doordat er een soort van univerbatie plaatsvond; de van oudsher vrije morfemen werden omgevormd tot gebonden affixen. Dit verklaart tevens waarom de compositioneel-polysynthetische talen de grootste geografische spreiding kennen; toen de Europese kolonisatie van Noord-Amerika in de 15e eeuw begon, waren alle affixaal-polysynthetische talen geconcentreerd in de buurt van de Pacific Rim.